# Asteloeca
Asteloeca  (лат.) — род общественных ос семейства Vespidae.

## Описание
Неотропика. Клипеус и метанотум округлые, формула щупиков 6,4 (нижнечелюстные + нижнегубные). Глаза без щетинок. Изображение Asteloeca traili.

## Систематика
4 вида (Carpenter, 2004). Относится к трибе Epiponini.
- Asteloeca lutea Carpenter, 2004 — Боливия, Бразилия, Эквадор
- Asteloeca sulcata (de Saussure, 1854)
- Asteloeca traili (Cameron, 1906)[4] typus
- Asteloeca ujhelyii (Ducke, 1909)[5] — Бразилия, Боливия, Перу, Эквадор